# 2009 aux Samoa
Cet article présente les faits marquants de l'année 2009 aux Samoa.

## Évènements

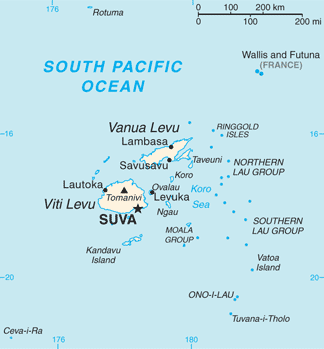
Îles Fidji

- Dimanche 30 août 2009 : tremblement de terre de magnitude 6,6 aux îles Samoa sans faire de dommages.

- Mardi 8 septembre 2009 : désormais les voitures roulent à gauche. Le premier ministre, Tuilaepa Sailele Malielegaoi, pour justifier ce changement, évoque « une politique de développement et d'amélioration des conditions de vie ». Désormais, de nombreux habitants qui n'en avaient pas les moyens, vont pouvoir acquérir une voiture, grâce aux 170 000 Samoans expatriés, qui vivent en Australie ou en Nouvelle-Zélande, et pourront envoyer aux Samoa des voitures d'occasion à bon prix. Aucun accident n'a été constaté dans les premières heures d'application de la mesure, alors que de nombreux policiers étaient en faction aux principales intersections de la capitale Apia et à travers le pays. Depuis l'annonce en 2007 de cette mesure, de nombreuses manifestations hostiles ont eu lieu et une pétition a été signée par un habitant sur six pour demander son abrogation[1].

- Mardi 29 septembre 2009 : un puissant séisme de magnitude 8,3, qui a duré 3 minutes, a déclenché des vagues de quatre à huit mètres de haut qui se sont abattues sur les îles Samoa. Au moins 113 personnes ont été tuées selon un premier bilan dans l'ensemble des îles Samoa. De nombreuses autres personnes sont portées disparues. L'épicentre a été localisé à environ 200 km au sud-ouest d'Apia, la capitale et à 35 km sous le fond de l'océan. Le tsunami a également frappé les Samoa américaines et l'archipel voisin des Tonga. L'île touristique d'Upolu, a été frappée par un raz-de-marée de 4,5 mètres de haut[2].

- Jeudi 1er octobre 2009 : le tsunami qui a dévasté mardi les îles Samoa a fait au moins 155 morts, selon un nouveau bilan annoncé par les autorités locales qui redoutent qu'il n'approche les 200 morts. Selon la Croix-Rouge, l'État indépendant de Samoa, dans l'ouest de l'archipel, est le plus durement frappé avec 115 morts confirmés. Le bilan est de 31 tués aux Samoa américaines et de 9 aux Tonga, un archipel situé à 1.000 km plus au sud.

- Vendredi 2 octobre 2009 : le bilan du tsunami de mardi s'est alourdi à 170 morts et au moins 10 disparus : Samoa (129 morts), Samoa américaines (32 morts) et îles Tonga (10 morts).

- Vendredi 9 octobre 2009 : le bilan du tsunami de mardi 1er s'est alourdi à 184 morts.